# فرودگاه اونس هد مموریال
فرودگاه اونس هد مموریال (به انگلیسی: Evans Head Memorial Aerodrome) یک فرودگاه همگانی با کد یاتا EVH است که یک باند فرود آسفالت دارد و طول باند آن ۱۳۰۳ متر است. این فرودگاه در کشور استرالیا قرار دارد و در ارتفاع ۶ متری از سطح دریا واقع شده است.